# Текст

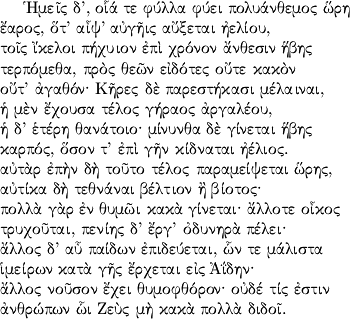
Текст

Текст (від лат. textus — «тканина», «з'єднання» «побудова» ) — загалом зв'язана і повністю послідовна сукупність знаків. Відтворені на письмі або друком авторська праця, висловлювання, документи тощо.
Наука, що вивчає тексти називається герменевтикою.

## Визначення тексту
Мовлення як вид людської діяльності завжди зорієнтоване на виконання певного комунікативного завдання. Висловлюючи думки і почуття, людина ставить конкретну мету — щось повідомити, про щось переконати тощо. Існує багато визначень тексту. Наведемо окремі з них.
«Текст — це витвір мовленнєвого процесу, що відзначається завершеністю, об'єктивований у вигляді письмового документа, літературно опрацьований відповідно до типу документа, витвір, який складається із заголовка і ряду особливих одиниць (надфразових єдностей), об'єднаних різними типами лексичного, граматичного, логічного, стилістичного зв'язку, і має певну цілеспрямованість і прагматичну визначеність» (І. Р. Гальперін)(рос.).
«Текст — певна, з функціонально-смислового погляду упорядкована, група речень або їх аналогів, які являють собою, завдяки семантичним і функціональним взаємовідношенням елементів, завершену смислову єдність» (В. В. Одинцов).
Найістотнішими текстовими ознаками є (А. П. Загнітко):
- цілісність;
- зв'язність;
- структурна організованість;
- завершеність.

Текст — середній елемент схеми комунікації, яку можна уявити у вигляді триелементної структури: автор (адресант) → текст → читач (адресат). Як серединний (проміжний) елемент комунікативного акту текст виявляє свою специфіку у кодуванні і декодуванні. Щодо мовця (адресанта) текст є кодованою величиною, оскільки мовець кодує певну інформацію. Для сприйняття вміщеної у тексті інформації читач повинен її декодувати (А. П. Загнітко).
Текст породжується мовцем, тим, хто пише, відповідно до його задуму, з потребою найкращого передавання змісту. Текст редагується на етапі внутрішньої, мислиннєвої підготовки, а в письмовому варіанті — також в процесі саморедагування, відповідно до стилістичних норм мови, комунікативної доцільності в кожній окремій ситуації.
У сучасному мовознавстві виділилися два підходи у лінгвістичних дослідженнях текстів:
- функціональна типологія (соціальні функції й мета використання текстів) і
- структурна типологія (внутрішня організація текстів) (М. Р. Львов).

Перший напрям значно відтворює традиційну для риторики класифікацію, що зближує типи мовлення (тексту) з жанрами: це розповідь, опис, роздум. Інший, структурний, підхід («лінгвістика тексту») пов'язаний з виявленням, вивченням і моделюванням внутрішньотекстових зв'язків, причому вводиться поняття «компонента тексту» (абзацу, надфразної єдності, складного синтаксичного цілого тощо).

## Основні категорії тексту
Текст, особливо художній, на думку А. П. Загнітка, складний і багатоплановий, оскільки завданням його інтерпретації є вияв максимуму закладених у ньому думок і почуттів художника (автора). І тому тут доречно буде подати основні текстові категорії та розтлумачити їх.
Цілісність тексту пізнається через його взаємозв'язані категорії — категорію членованості і категорію зв'язності. Кожен компонент тексту характеризується відносною смисловою завершеністю.
Формальну зв'язність тексту називають когезією (В.Дреслер), зовнішньою злитістю (К.Кожевнікова); змістову зв'язність — когерентністю (В.Дреслер), внутрішньою злитістю (К.Кожевнікова), інтегративністю (І. Р. Гальперін) .
Нерозривна єдність доцентрових і відцентрових сил у тексті виявляється у проспекції і ретроспекції (А. П. Загнітко). Ретроспекція насичена такими компонентами, як тематичні слова (пам'ять, спогад), граматичний час — теперішній історичний, прислівники місця і часу («тоді», «там», «колись» тощо).
Художній текст не існує без сформульованої ідеї твору (концепта), який є визначальною його категорією. Ще одна категорія — модальність тексту — є обов'язковою у художньому творі. Поза нею текст як комунікативний елемент — не існує. «Модальність тексту починається ще до його створення: з першого акту авторського вибору — теми і проблеми твору» (А. П. Загнітко).
Якщо розглядати текст як структуровану одиницю, необхідно зазначити про наявність текстових парадигм:
1. жанрова (жанр визначає структурні особливості твору);
2. функціонально-стильова (об'єднує тексти за функціональним спрямуванням);
3. індивідуально-авторська (об'єднує всі твори одного автора).

Інформативність тексту — здатність тексту бути носієм завершеного повідомлення, передавати інформацію. Інформативність як важлива властивість тексту характеризує кількість інформації, що міститься в ньому, її важливість і новизну.

## Засоби зв'язку в тексті
Засобами зв'язку в тексті можуть бути такі елементи, що забезпечують єдність стилю:
- Змістові, логічні і психологічні зв'язки:

1. єдність місця, часу, дійових осіб;
2. зв'язок з минулим і майбутнім (єдність сюжету).

- Літературні, риторичні засоби зв'язку:

1. прийоми композиції літературного твору (сюжетні лінії, обрамлення тощо);
2. дотримання законів жанру (байки, сонету, інтерв'ю і под.);
3. побудова компонента тексту як риторичної фігури (анафори тощо).

- Лексичні засоби зв'язку:

1. вибір вдалого, доречного слова, використання синонімів;
2. асоціативний вибір слів;
3. займенникові заміни іменників;
4. вживання антонімів, професійної, іншомовної лексики;
5. вживання фразеологізмів;
6. слова-узагальнення.

- Граматичні зв'язки. Морфологія і синтаксис:

1. сполучники, їх повтор;
2. співвідносні зі сполучниками займенники, прислівники;
3. питальні речення і відповіді на них;
4. побудова тексту з однорідними членами речення;
5. ланцюжковий чи паралельний зв'язок речень;
6. вставні одиниці тощо.

- Стилістичні зв'язки:

1. весь текст витримано в одному стилі;
2. відбувається доцільна зміна стилів.

- Інтонаційні засоби (усне мовлення):

1. інтонація початку і кінця абзацу, відповідні паузи;
2. емоційні інтонації, тембр голосу;
3. логічні, фразові наголоси, психологічні паузи тощо (див.: паралінгвістика).